# 李笃信
李笃信（1954年9月—），男，山东章丘人，中国人民解放军少将。大学普通班学历，1972年11月参加中国人民解放军，1974年4月加入中国共产党。现任中共江苏省委常委、中国人民解放军江苏省军区政委、党委书记。 2015年1月不再担任江苏省委常委、省军区政委、党委书记。